# التهاب الكبد أ
الالتهاب الكبدي أ (عرف سابقاً باسم الالتهاب الكبدي الوبائي) (بالإنجليزية: Hepatitis A)‏ هو التهاب كبدي حاد يُصيب الكبد نتيجة الإصابة بفيروس الالتهاب الكبدي (HAV). كثير من الحالات لديهم أعراض قليلة أو معدومة خصوصًا في السن الصغيرة. المدة بين العدوى حتى ظهور الأعراض، لدى الذين أصابتهم العدوى، تتراوح ما بين إسبوعان إلى ستة أسابيع. عندما تكون هناك أعراض فإنها عادةً تستمر ثمانية أسابيع ويمكن أن تشمل: الغثيان، والتقيؤ، والإسهال، و اصفرار الجلد، والحمى، وآلام في البطن. حوالي 10-15 % من الناس تعاني من تكرار الأعراض خلال ستة أشهر بعد الإصابة الأولى. فشل الكبد الحاد نادراً ما قد يحدث مع هذا المرض كونه أكثر شيوعاً في كبار السن.
عادةً ما ينتشر عن طريق الأكل أو الشرب لطعام أو ماء ملوث بالبراز المعدي. يعتبر المحار الذي لم يتم طهيه جيداً مصدراً شائعاً نسبيًا. ويمكن أيضاً أن ينتقل من خلال اتصال وثيق بشخص مصاب. في حين أن الأطفال في كثير من الأحيان لا تظهر أعراض المرض عليهم عند إصابتهم، إلا أن القدرة على عدوى الآخرين تظل لديهم. بعد الإصابة لمرة واحدة يكتسب الشخص مناعة لبقية حياته. ويقتضي التشخيص إجراء فحوص الدم لتشابه الأعراض مع أعراض عدد من الأمراض الأخرى. وهو واحد من خمسة فيروسات التهاب كبدي معروفين: أ، ب، ج، د، و هـ.
يعتبر لقاح الالتهاب الكبدي أ فعال للوقاية. بعض الدول توصي به بشكل روتيني للأطفال وأولئك المعرضين أكثر للخطر من الذين لم يسبق تطعيمهم. ويبدو أنه فعال مدى الحياة. وتشمل التدابير الوقائية الأخرى غسل اليدين وطهي الطعام جيداً. لا يوجد علاج محدد، مع الراحة وأدوية لعلاج الغثيان أو الإسهال ينصح بها على أساس حسب الحاجة. وعادةً ما تنتهي العدوى تماماً وبدون حدوث أمراض للكبد. أما علاج فشل الكبد الحاد، في حال حدوثه، هو زرع الكبد.
على مستوى العالم هناك حوالي 1,5 مليون حالة تظهر عليها الأعراض كل عام مع احتمال إصابة عشرات الملايين بالعدوى في المجمل. وهو أكثر شيوعاً في مناطق العالم ذات الصرف الصحي السيئ وعدم كفاية المياه الصالحة للشرب. في العالم النامي حوالي 90 % من الأطفال تصيبهم العدوى حتى سن العاشرة وبذلك يكتسبون المناعة عند سن البلوغ. وغالباً ما يحدث في شكل تفشي للمرض في الدول المتقدمة نوعاً حيث لا يتعرض الأطفال للإصابة وهم صغار وليس هناك تطعيم واسع النطاق. في عام 2010، تسبب الالتهاب الكبدي الحاد أ في 102,000 حالة وفاة. يحتفل باليوم العالمي للالتهاب الكبدي في 28 يوليو (تموز) من كل عام لنشر الوعي بالالتهاب الكبدي الفيروسي.

## فيرولوجيا
بعد ابتلاع الفيروس، يدخل فيروس الالتهاب الكبدي أ إلى مجرى الدم من خلال خلايا ظهارة الفموي البلعومي أو الأمعاء. يحمل الدم الفيروس إلى هدفه، الكبد، حيث يتكاثر داخل الخلايا الكبدية وخلايا كوبفر (بلاعم الكبد). تفرز الفيريونات في الصفراء وأفرج عنه في البراز.

### المبنى

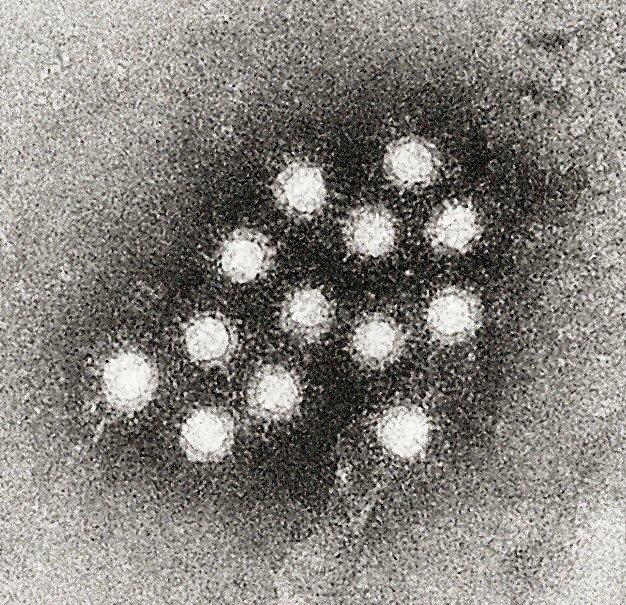
فيروس الالتهاب الكبدي أ تحت المجهر الإلكتروني

فيروس التهاب الكبد أ ينتمي لعائلة الفيروسات البيكورناوية أو (حمى بيكورنوية); وليس لهذا الفيروس غلاف، ويحتوي الفيروس على سلسلة منفردة من المادة الجينية رنا (الحمض النووي الريبي) مغلفة بقشرة بروتينية تدعى القفيصة. هناك نمط مصلي واحد فقط لهذا الفيروس، ولكن له أنماط جينية متعددة.

## نشوء المرض
تنتشر العدوى عادة من شخص إلى شخص عن طريق الأكل والشرب الملوثين بهذا الفيروس[ ؟ ] من شخص مصاب به، كما تنتقل العدوى عن طريق تناول الطعام غير المطهي كبعض الأطعمة التي تأكل نيئة مثل المحار والخضار الفواكه التي تؤكل بدون تقشير، أو بعد غسل الطعام بماء ملوث.
بعد ابتلاع المواد الملوثة بالفيروس ينتقل الفيروس عبر الطبقة الطلائية المبطن للبلعوم أو الأمعاء  وتعبر من خلاله إلى الدم، وعبره تنتقل إلى الكبد حيث تستقر في خلايا الكبد وبالعات الكبد وتتكاثر داخل هذه الخلايا، نتيجة لذلك تصبح هذه الخلايا عرضة لهجوم الخلايا المناعية.
يتم طرح كميات كبيرة من الفيروس عبر العصارة الصفراوية ومنها إلى البراز وهكذا يصبح المصاب ناقلاً للمرض. تمتد فتر حضانة المرض ما بين 15 إلى 50 يومًا  وتستمر الأعراض من أسبوع إلى أسبوعين. احتمالية الوفاة نتيجة الإصابة بالمرض هي أقل من 0.5% (حوالي 4 بكل 1000 مصاب)
لا يسبب التهاب الكبد الوبائي أ ضرراً دائماً للكبد وغالبا ما تمنح الإصابة بالتهاب الكبد الوبائي أ مناعة مدى الحياة، ينتج الجهاز المناعي الاجسام المضادة التي توفر الحصانة من المرض لاحقًا.

## وبائيات

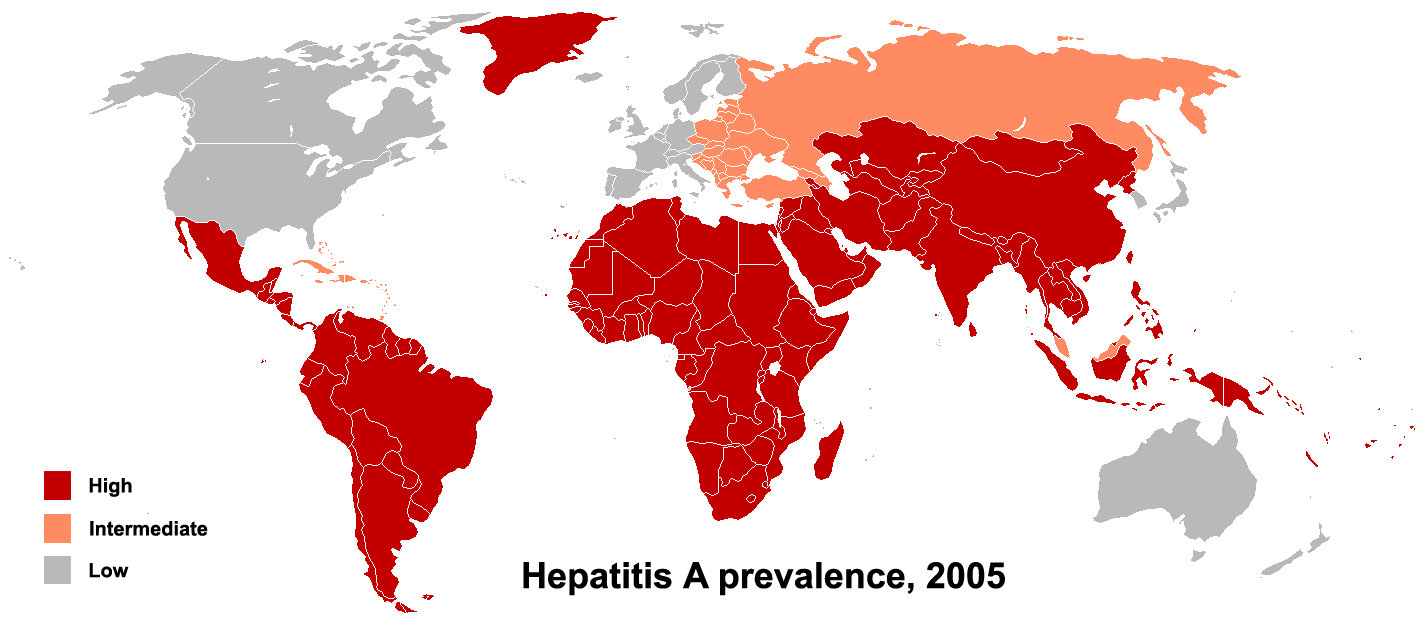
توزيعه في العالم ، عام 2005

### الانتشار
أغلب المرضى هم من المسافرين إلى البلاد النامية والذين لم يتعرضوا من قبل إلى فيروس التهاب الكبد أ، ترتفع احتمالية الإصابة بالمرض عند من يمارسون الجنس أو تعاطي المخدرات مع حاملي المرض والمصابين فيه.

### انتقال الفيروس
يتم عن طريق تناول الأطعمة والمواد الملوثة ببراز شخص مصاب بالفيروس ونادراً ما تنتقل عن طريق الدم، يكون المصابون ناقلين للمرض وذلك قبل ظهور الأعراض ب 10 - 14 يوماً. الفيروس مقاوم للمعقمات والأحماض والجفاف[ ؟ ] والحرارة حتى 60 درجة مئوية. يستطيع البقاء لشهور في المياه المالحة والحلوة. يمكن القضاء على الفيروس عبر الكلور أو الفورمالين (0.35% على حرارة 37 درجة لمدة 72 ساعة) أو الحمض البيراسيتي (2% لمدة 4 ساعات) أو بيتا بروبريو لاكتون (0,25% لمدة ساعة) أو الأشعة فوق البنفسجية.

## أعراض
الأعراض الأولى للمرض تشابه أعراض الانفلونزا، وبعض المرضى وخاصة الأطفال قد لا تبدو عليهم أية أعراض على الإطلاق، تظهر الأعراض عادة خلال 2-6 أسابيع من التعرض للفيروس.
تشمل الأعراض:
- التعب والإرهاق
- الحمى.
- آلام البطن.
- الإسهال.
- القيء.
- فقدان شهية الطعام.
- اليرقان (صفار لون الجلد وصلبة العين[ ؟ ] (بياض العين).
- فقدان الوزن.
- الحكة.
- الاكتئاب[ ؟ ].

## التشخيص
يتم تشخيص الحالة سريريا من خلال الأعراض وقد يلجأ الطبيب إلى التحليل المخبري لتأكيد أو نفي التشخيص. يقوم التحليل المخبري بالكشف عن وجود الأجسام المضادة (غلوبينات M أو IgM) لفيروس التهاب الكبد أ في الدم. الأجسام المضادة (غلوبينات G أو IgG) لفيروس التهاب الكبد أ في الدم يعني حصول مناعة للجسم ضد هذا الفيروس ويكون ذلك عقب الإصابة به أو عقب أخذ اللقاح.
خلال الالتهاب ترتفع نسبة انزيمات الكبد في الدم وذلك نتيجة تدمير خلايا الكبد المصابة من قبل الخلايا المناعية.

## العلاج
لا يوجد علاج محدد لالتهاب الكبد الوبائي أ وعادة ما تختفي الأعراض من تلقاء نفسها خلال 10-20 يوماً من ظهور الأعراض، يُنصح المرضى بالابتعاد عن الأغذية كثيرة الدهون والكحول والإكثار من الأغذية السكرية والسوائل. وأفضل طرق للوقاية هو التطعيم الذي يُعطي لجميع الأطفال ضمن جدول التلقيحات الاعتيادى.

## الوقاية
يمكن تجنب التهاب الكبد الوبائي أ عن طريق اللقاح، النظافة والصرف الصحي. يعطى اللقاح عن طريق الحقن. الجرعة الأولية توفّر الحماية بدءاً من أول أسبوعين إلى الأربعة بعد اللقاح. الجرعة الثانية تعطى بعد 6 إلى 12 شهر توفّر الحماية لأكثر من عشرين سنة.

### ممارسات
- تعقيم مصادر مياه الشرب.
- المحافظة على النظافة العامة.
- غسل اليدين بشكل دائم بعد استخدام الحمام.
- تجنب تناول الأغذية غير المطهية والحرص على غسل الخضار والفواكه.
- يتم تدمير الفيروس عند تعرضه لحرارة 85 درجة مئوية لمدة دقيقة ويمكن قتله في ماء الشرب بإضافة الكلورين.

### اللقاح
يتوفر لقاح واق من التهاب الكبد الوبائي أ يحتوي على فيروس مثبط ويقي من 95% من الحالات لمدة 10 سنوات. استخدم لأول مرة عام 1996 على الأطفال الأكثر عرضة للفيروس والمصابين بأمراض نقص المناعة.
يعطى الفيروس على شكل حقنتين في الجزء العلوي من اليد داخل العضل. الجرعة الأولى تمنح مناعة لمدة 2 إلى 4 أسابيع، وتعطى الجرعة الثانية بعد 4-6 أشهر من الجرعة الأولى وتمنح مناعة تصل إلى 20 عاماً.
. ويمكننا أيضا ان التلقيح، ومنع إمكانيه المرض لفترة تتراوح بين 15 و30 عاما.

## اقرأ أيضاً
- اليوم العالمي لالتهاب الكبد الوبائي
- التهاب كبدي فيروسي
- التهاب الكبد B
- التهاب الكبد C
- التهاب الكبد D
- التهاب الكبد E